# Orfeo Locatelli
Orfeo Locatelli (Bergamo, 17 dicembre 1919 – Bergamo, 2000) è stato un pittore italiano.

## Biografia
Nato da una famiglia di pittori e decoratori, come i cugini Romualdo e Raffaello Locatelli, si iscrisse nel 1936 all'Accademia Carrara, terminando gli studi nel 1938 sotto Contardo Barbieri. L'attività espositiva fu da subito intensa ma subì una lunga battuta d'arresto, circa sei anni, a causa dello scoppio del conflitto, per poi riprendere senza interruzione nel dopoguerra. Insegnò disegno in diverse scuole a Bergamo.

## Esposizioni e premi
Partecipò alla prima edizione del Premio Bergamo (1939) con le opere Foro romano e Dintorni di Bergamo, al Concorso Bergamo antica (1940), al Premio Golfo della Spezia e al Premio Dalmine (1953), che vinse ex aequo con Giuseppe Guerreschi.
Nel 1950 fu presente al Premio di Pittura Città di Lodi, mentre nel 1960 espose alla IX Mostra d'arte biennale Città di Melzo con l'opera Cantiere a Lovere, acquistata dalla Provincia di Milano per la propria collezione d'arte ed esposta nel 1988 alla mostra Il Novecento a Palazzo Isimbardi, curata da Raffaele De Grada junior.

## Stile pittorico
Impegnato soprattutto nella pittura ad olio e nei monotipi, Locatelli ebbe come soggetto costante il paesaggio, colto nei suoi aspetti più tranquilli, poetici ed evocativi. La sua tecnica non conobbe particolari svolte, mantenendosi sempre piuttosto costante.

## Opere in musei e collezioni
Un suo olio (Giovane donna) è conservato nella galleria dell'Accademia Carrara a Bergamo.